# Dai Nana Shou "Utsukushikutte Gomen ne"
Dai Nana Shou "Utsukushikutte Gomen ne" (第七章「美しくってごめんね」 Capítulo 7 "Lo siento por ser hermosa"?) es el séptimo álbum de ℃-ute. El álbum fue lanzado el 8 de febrero de 2012. Incluye canciones desde "Momoiro Sparkling" hasta el sencillo de Berikyuu, "Amazuppai Haru ni Sakura Saku".

## Información
El álbum fue lanzado en edición regular y limitada bajo el sello de Zetima, la edición limitada incluye un DVD adicional que contiene 5 tipos de Sekaiichi HAPPY na Onna no Ko (Solo Ver.) de Berryz Koubou & ℃-ute Collaboration Concert Tour 2011 Autumn ~BeriKyuu Island~.

## Sencillo de Berikyuu
Alrededor de abril de 2012, se descubrió que si las pistas "Shiawase no Tochuu" y "Because happiness" del álbum Ai no Album ⑧ de Berryz Kobo se reproducían al mismo tiempo, se creaba una nueva canción.
El 17 de abril de 2012 Tsunku admitió que lo hizo a propósito e iba a revelarlo en la gira de verano de Hello! Project de todos modos.
El 27 de abril de 2012, Tsunku le dio un nombre oficial a la canción, "Chou HAPPY SONG".

## Lista de canciones
| CD  | |          |  |
| N.º | Título | Duración |  |
| 1.  | «Momoiro Sparkling» |          |  |
| 2.  | «Hitorijime Shitakatta Dake na no ni (ひとり占めしたかっただけなのに; Aunque solo te quería para mí)» |          |  |
| 3.  | «Yuke! Genki-kun (Vamos! Energetico)-Solo de Mai Hagiwara» |          |  |
| 4.  | «Sekaiichi HAPPY na Onna no Ko» |          |  |
| 5.  | «Zuntaka March ~Hitorashiku Ikiyou~ (ズンタかマーチ～人らしく生きよう～; Zuntaka March ~ Vivamos como personas ~)»                                                                                             |          |  |
| 6.  | «Tokai no Neon ga Odoroku Kurai no Utsukushisa ga Hoshii (都会のネオンが驚くくらいの美しさがほしい;Quiero ser lo suficientemente hermosa para eclipsar las luces de neón de la ciudad) - Solo de Chisato Okai» |          |  |
| 7.  | «Kagayake! Houkago (輝け！放課後; Brilla! Después del horario escolar)- Solo de Saki Nakajima» |          |  |
| 8.  | «Shiawase no Tochuu (幸せの途中; En medio de la felicidad)» |          |  |
| 9.  | «Amazuppai Haru ni Sakura Saku -Canción de BeriKyuu» |          |  |
| 10. | «Seishun Gekijou(℃-ute Ver.)» |          |  |

| Edición Limitada DVD | |          |  |
| N.º                  | Título | Duración |  |
| 1.                   | «Dai Nana Shou "Utsukushikutte Gomen ne" (Jacket Shooting Making) (第七章「美しくってごめんね」 ジャッケット撮影メイキング)» |          |  |
| 2.                   | «Sekaiichi HAPPY na Onna no Ko (Yajima Maimi Solo Ver.) Berryz Koubou & C-ute Collaboration Concert Tour 2011 Autumn ~BeriKyuu Island~ (世界一HAPPYな女の子 (矢島舞美 Solo Ver.) [Berryz工房&℃-ute コラボコンサートツアー2011秋~ベリキューアイランド~より])»  |          |  |
| 3.                   | «Sekaiichi HAPPY na Onna no Ko (Nakajima Saki Solo Ver.) Berryz Koubou & C-ute Collaboration Concert Tour 2011 Autumn ~BeriKyuu Island~ (世界一HAPPYな女の子 (中島早貴 Solo Ver.) [Berryz工房&℃-ute コラボコンサートツアー2011秋~ベリキューアイランド~より])» |          |  |
| 4.                   | «Sekaiichi HAPPY na Onna no Ko (Suzuki Airi Solo Ver.) Berryz Koubou & C-ute Collaboration Concert Tour 2011 Autumn ~BeriKyuu Island~ (世界一HAPPYな女の子 (鈴木愛理 Solo Ver.) [Berryz工房&℃-ute コラボコンサートツアー2011秋~ベリキューアイランド~より])»   |          |  |
| 5.                   | «Sekaiichi HAPPY na Onna no Ko (Okai Chisato Solo Ver.) Berryz Koubou & C-ute Collaboration Concert Tour 2011 Autumn ~BeriKyuu Island~ (世界一HAPPYな女の子 (岡井千聖 Solo Ver.) [Berryz工房&℃-ute コラボコンサートツアー2011秋~ベリキューアイランド~より])»  |          |  |
| 6.                   | «Sekaiichi HAPPY na Onna no Ko (Hagiwara Mai Solo Ver.) Berryz Koubou & C-ute Collaboration Concert Tour 2011 Autumn ~BeriKyuu Island~ (世界一HAPPYな女の子 (萩原 舞 Solo Ver.) [Berryz工房&℃-ute コラボコンサートツアー2011秋~ベリキューアイランド~より])»   |          |  |

## Miembros presentes
- Maimi Yajima
- Saki Nakajima
- Airi Suzuki
- Chisato Okai
- Mai Hagiwara